# ヤルコフスキー・オキーフ・ラジエフスキー・パダック効果

2つのくさび状の突起を持った球状の小惑星。B の突起からの再放射光は A の突起からの再放射光と強度は同じであるが、入射光に対して平行ではない。このため天体にトルクが生じる。

ヤルコフスキー・オキーフ・ラジエフスキー・パダック効果（ヤルコフスキー・オキーフ・ラジエフスキー・パダックこうか、英: Yarkovsky–O'Keefe–Radzievskii–Paddack effect）は、おもに小惑星のように固有の自転運動をする不均一な形状の天体において、太陽から受ける光の圧力（輻射圧）と天体表面からの熱放射のバランスが天体上の場所によって異なることで回転力が生じ、自転速度が変化する効果である。ヤルコフスキーらによりその存在が理論的に予測され、後に小惑星の自転周期の観測により証明された。頭文字をとって YORP効果 (ヨープこうか) と略す。
YORP効果は典型的には太陽系内の太陽周回軌道にある小惑星において発生する効果である。この効果は、二重小惑星やタンブリング運動を起こしている小惑星の形成の要因となっている。また小惑星の自転軸を黄道面に対して 0°、90° や 180° に変化させ、それに伴うヤルコフスキー効果による軌道長半径の変化率を変化させる。

## 用語
YORP効果という用語は、この効果の概念の確立に重要な寄与をした4人に敬意を表して、2000年に David Rubincam によって作られたものである。19世紀にイワン・ヤルコフスキーが、太陽に暖められた物体からの熱放射は、熱だけではなく運動量も持ち去ることに気が付いた。現代物理学の観点から記述すると、E をエネルギー、c を光速とした場合、放射された光子は運動量 {\displaystyle p=E/c} を持つ。後にラジエフスキー (Vladimir Radzievskii) がこのアイデアをアルベドの変化に基づいて自転に応用した。さらにパダック (Stephen Paddack) が、天体の自転速度を変化させるにはその形状が遥かに有効な手段であることに気が付いた。パダックとオキーフ (John A. O'Keefe) は、YORP効果による自転速度の加速により天体が回転分裂を起こし、この過程を繰り返すことによって小さい非対称な天体は最終的に塵に分解されることを示唆した。

## 概要
原理的には、電磁放射は小惑星の表面と3通りの方法で相互作用を起こす。太陽からの放射は天体の表面で (1) 吸収され、(2) 拡散反射し、そして天体の内部エネルギーは (3) 熱放射として放出される。光子は運動量を持っているため、これらのどの相互作用も、天体の重心に対する角運動量の変化をもたらす。短い期間のみを考えた場合これらの変化は非常に小さいものであるが、長期的にはこれらの変化は天体の角運動量に大きな変化をもたらす。地球や月のように球形の天体にはこのような回転力は生じないが、形状が歪な小天体の場合はこの回転力が自転運動に影響を与えてしまう。この力は非常に小さなものであるが、数百万年から数千万年を経て積み重なることで、観測により検出できるほどの変化量となる
太陽周回軌道にある天体の場合、大部分の小惑星は自転周期 (数日単位) が公転周期 (年単位) よりも短いため、関連する長い期間は公転周期である。したがって大部分の小惑星では、YORP効果は太陽放射トルクを最初に自転周期で平均し、その後に公転周期で平均した後の小惑星の自転状態における永年変化として効果が現れる。
ラブルパイル天体の場合、YORP効果によって数百万年かけて自転が加速され赤道付近に物質が集まっていくと、やがて集積していた破片が表面から分離し周回軌道に投入されて衛星が形成されうると考えられている。

## 観測
YORP効果は、2007年に小さな小惑星 YORP およびアポロにおいて初めて観測的に確認された。前者は2000 PH5 という仮符号で呼ばれており、YORP効果が確認されたことにちなんで YORP という名称が与えられた。YORPの自転速度はわずか60万年の間に2倍になると考えられ、またYORP効果は自転軸傾斜角と歳差も変えうる。そのため一連のYORP効果は小惑星を興味深い共鳴自転状態へと進化させ、二重小惑星の存在を説明する助けとなる可能性がある。
観測からは、直径が 125 km を超える小惑星の自転速度はマクスウェル分布に従う一方、より小さい小惑星 (直径が 50〜125 km の範囲) はマクスウェル分布と比較すると自転が速いものがわずかに多いことが分かっている。さらに小さい小惑星 (50 km 未満) では自転が非常に高速なものと低速なものが明確に多いことが示されており、この傾向はさらに小さい小惑星の集団での測定が行われるにつれより顕著になる。この結果は、サイズ依存性を持つ1つ以上のメカニズムが、自転速度のマクスウェル分布の中心に分布する小惑星を減らし、極端な自転を起こすものを増やしていることを示唆している。これを引き起こす主要な候補機構がYORP効果である。大きな小惑星の自転周期を大きく変化させる効果は無いため、マティルドのような天体に関してはYORP効果とは異なる別の説明が必要である。
2013年にメインベルト彗星の2013 R3が分裂したのが観測された。これはYORP効果による高速な自転が原因であると考えられる。

## 物理的機構
自転する球形の小惑星の赤道部分に2つのくさび形のひれが付いており、平行な太陽光線で照らされているという状況を考える。球状の核における任意の表面要素から放たれる光子による反作用は表面に対して垂直になり、トルクは生み出さない (力のベクトルは全て天体の質量中心を通る)。
しかし光子の熱放射がくさび形の部分から放射された場合は、表面に垂直なベクトルは小惑星の重心を通過せず、トルクが生み出される。どちらのひれも入射する光に対して同じ断面積を持っており (どちらも同じ高さと幅を持つとする)、同じ量のエネルギーを吸収および反射し、同じ強さの力を生み出す。しかしそれぞれのひれの表面は傾いており、再放射された光子による垂直方向の力は打ち消し合わない。図では、ひれ A からの放射は入射光と平行な赤道面の力を生成し、垂直方向の力は生成しない。しかしひれ B による力は小さな赤道方向の力と、垂直方向の力を生み出す。この2つのひれの間の力の不釣り合いによりトルクが生み出され、天体の自転に影響を及ぼす。放射される光によるトルクは小惑星が一周自転する間でも平均化されないため、自転は時間とともに加速する。
結果として、「風車」のような形状の非対称性を持つ天体は非常に小さいトルクを受けることとなり、自転軸が歳差を起こすだけではなく、自転が加速されたり減速されたりする傾向がある。天体が自転する楕円体の形状であった場合は、もし表面温度やアルベドに不規則性が無いのであれば、YORP効果はゼロとなる。

## 長期的な影響
長期的な進化では、天体の自転軸傾斜角や自転速度の変化は、いくつかの要素に依存してランダムに、またはカオス的に、あるいは規則的になる場合がある。例えば、太陽が常に赤道上にあると仮定した場合、半径 6 km で軌道長半径が 2.21 au の小惑星ガスプラは、2億4000万年かけて自転周期が12時間から6時間になったり、あるいはその逆の変化を起こす。イダがガスプラと同じ半径と軌道にあると仮定すると、イダの自転周期の加減速はガスプラよりも2倍速いものとなる。しかし火星の衛星フォボスと同じ形状の天体の場合、自転周期が同じだけ変化するためには数十億年の年月を必要とする。
天体の形状だけではなく大きさもYORP効果の大きさに影響する。小さい天体は自転速度の加速や減速がより急速に起きる。もしガスプラが実際の大きさより10倍小さかったとすると (半径が 500 m 程度)、自転はわずか数百万年で2倍もしくは半分に変化する。同様に、太陽に近い天体ではYORP効果は強くなる。1 au の位置では、ガスプラはわずか10万年の間に自転周期が2倍もしくは半分に変化する。100万年後にはその周期は2時間程度にまで減少し、遠心力によって分解を始める可能性がある。
YORP効果による小惑星の自転の加速とその後に発生する破壊は，二重小惑星を形成する機構の一つである。そして、連星形成の主要な経路としての衝突や惑星との近接遭遇よりも一般的な出来事である可能性がある。

## 観測例
- YORP (2000 PH5) - YORP効果が初めて確認された天体であり、天体の名称もこれに因む。1年に1ミリ秒ずつ自転が加速しており、そのうちバラバラになってしまう可能性が指摘されている。
- アポロ - 2007年、光度曲線の測定からYORP効果が確認された[10]。
- (66391) 1999 KW4 - 二重小惑星。その形成過程にYORP効果が大きく関与しているとされる[7]。
- パンスターズ彗星 (311P) - その軌道や組成から、実際は彗星よりも小惑星に近い天体であると推定されている。2013年9月10日に6本の尾が観測されたが、13日後の9月23日に撮影された画像では様子が劇的に変化しており、尾の向きが完全に変わっていた。尾の変化は自転に基づくものと推定された。このことから、YORP効果によって自転速度が増大し、その遠心力によって表面の物質が放出された結果、長い尾のような形状になっているのではないかと推測されている[14][15]。
- P/2013_R3 - 彗星の仮符号が付けられているが、実際はメインベルトにある岩石主体の小惑星である（2013年9月発見）。2013年後半から2014年初めにかけて、10個以上に分裂した破片が時速約 1.6 km というゆっくりとした相対速度でばらばらになっていく様子が観測された。天体同士の衝突破壊ではなかったため、YORP効果による自転速度の増大により遠心力で崩壊していったとみられる[16][17]。このことからラブルパイル天体だと推測されている。
- ベンヌ - 探査機オサイリス・レックスの観測によると、YORP効果によって自転速度が100年ごとに約1秒遅くなっていると推測される[18]。
- イトカワ - 探査機はやぶさの観測結果からYORP効果によって自転速度が遅くなることが推定され、観測によりYORP効果が確認されたとの報告があったが[19][20]、これについては解析上のミスによる間違いである可能性が指摘されている[21]。その後ケント大学のステファン・ローリーらがイトカワの自転にともなう輝度変化を観測し、自転周期は遅くなっているのではなく1年に45ミリ秒ずつ速くなっていることを発表した[22][23][24]。予測通りにYORP効果が働いていない理由は、くびれた領域を境にしてイトカワの部分ごとに密度が異なるためと考えられている。このことから、イトカワは2つの小天体が衝突で一体化したことで形成されたと推察される。